# Tajemný rok
Tajemný rok byl rozhlasový pořad, vysílaný od 15. ledna 2004 do roku 2019 na pražském radiu City 93,7 FM / Hitrádiu City 93,7 FM a od roku 2020 do 30. 12. 2020 na všech tehdejších Hitrádiích. Pořad připravoval a moderoval Lukáš Bárczay.

## O pořadu
Jednalo se o hudební pořad o délce přibližně 55 minut, během kterého moderátor Lukáš Bárczay připomínal posluchačům největší hity a události z jednoho konkrétního roku. Jednalo se o rozpětí roků přibližně od roku 1980 do současnosti. Pořad byl založen na interakci s posluchači, kteří měli s pomocí nápověd (týkajících se důležitých událostí daného roku), které moderátor připravoval, hádat o jaký rok se jedná. Své tipy a osobní vzpomínky na daný rok poté posluchači posílali moderátorovi do studia prostřednictvím SMS, zavoláním a později také skrze sociální sítě a webový formulář. Moderátor Lukáš Bárczay poté v éteru interpretoval vzpomínky a tipy posluchačů. Na konci pořadu se posluchači dozvěděli o jaký rok se jednalo a mohli si ověřit, zdali byl jejich tip správný.

## Vysílací časy
Od roku 2004 do roku 2019 se pořad vysílal každý všední den v 9:00 na radiu a později Hitrádiu City 93,7 FM. Od roku 2020 došlo ke sjednocení části programu Hitrádií a to se dotklo i pořadu Tajemný rok. Ten se nově vysílal na všech tehdejších Hitrádiích a to v novém vysílacím čase, od 18 do 19 hodin.

## 10. narozeniny Tajemného roku
V lednu 2014 Tajemný rok na radiu City 93,7 FM oslavil 10. narozeniny. Lukáš Bárczay tehdy pro posluchače připravil celou řadu dárků. Především moderátor po dva narozeninové týdny vysílal pořad Tajemný rok s jeho nejvěrnějšími posluchači, kteří se tak mohli přijít podívat přímo do studia radia City v Praze a setkat se s tvůrcem jejich oblíbeného pořadu. Pro ostatní posluchače, a především tipující Tajemného roku byl připraven dárek v podobě hrnečku radia City.

## Konec vysílání Tajemného roku
Poslední díl Tajemného roku byl odvysílán ve středu 30. 12. 2020 na všech tehdejších Hitrádiích. Moderátor Lukáš Bárczay se totiž rozhodl z pozice moderátora Hitrádia City 93,7 FM a později Hitrádia po 23 letech odejít.

## Odraz pořadu Tajemný rok v českém éteru
Na úspěch pořadu Tajemný rok radia City se později pokusila navázat další česká rádia. V březnu roku 2022 zařadilo pořad s podobným konceptem a se stejným názvem do svého programu rádio Blaník. V červnu 2022 začala vysílat obdobu tohoto pořadu s názvem “Byl jednou jeden rok” stanice Český rozhas Dvojka.